# ヴァンチャン県

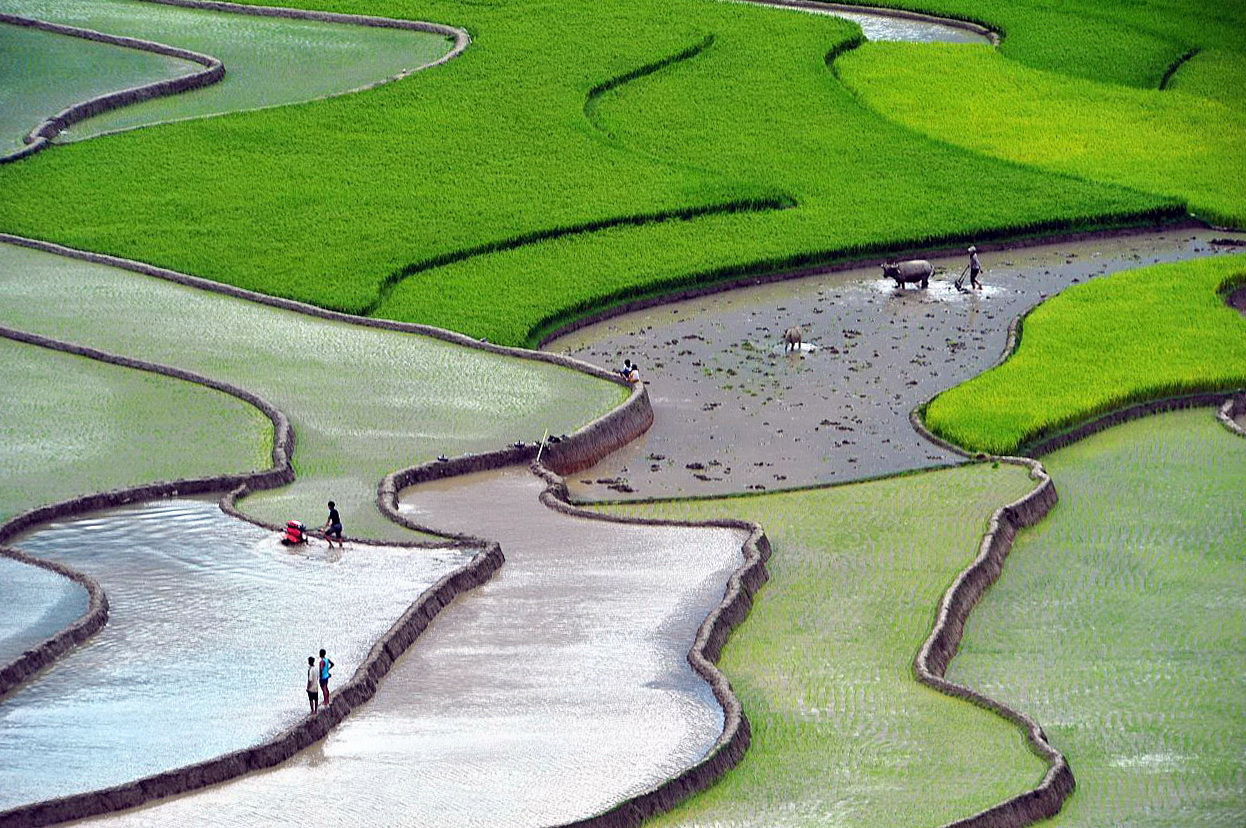
棚田

ヴァンチャン県（ヴァンチャンけん、ベトナム語：Huyện Văn Chấn / 縣文振?）は、ベトナム社会主義共和国イエンバイ省の県。面積は1,224km²、人口は144,152人（2009年）である。

## 行政区画
3市鎮28社を管轄する。